# Hugo Haschke

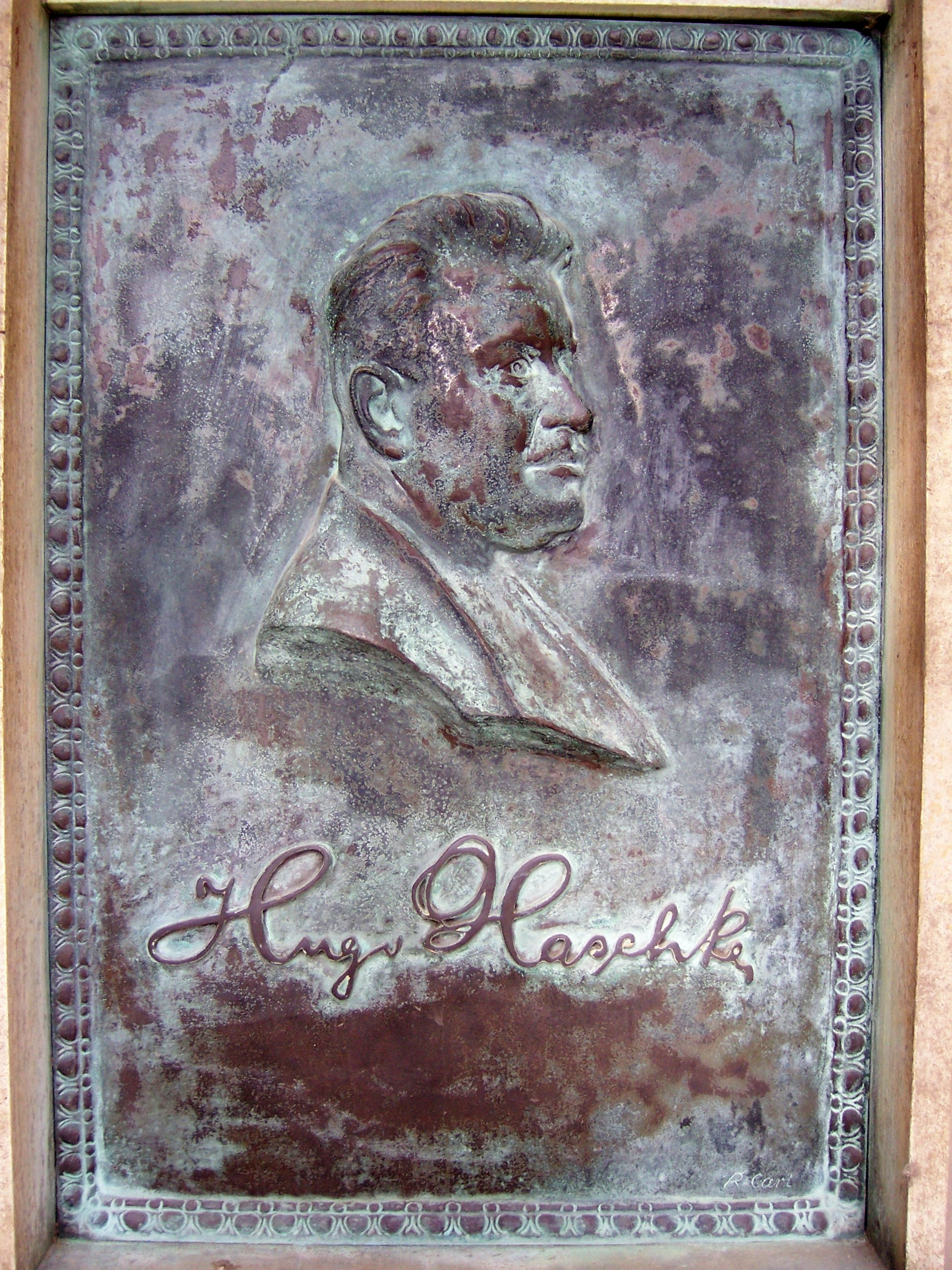
Reinhold Carl: Porträtrelief Hugo Haschke (Bronze)

Hugo Haschke (* 4. Januar 1865; † 19. August 1918 in Leipzig) war ein deutscher Kaufmann und Unternehmer in der Tabakindustrie.

## Leben
Hugo Haschke stammte aus bescheidenen Verhältnissen. Nach Ende seiner Schulbildung befasste er sich aus persönlichem Interesse mit den Methoden der Zigarrenherstellung. Er beschaffte sich Holzformen sowie Wickelvorrichtungen und begann in Handarbeit mit der Herstellung der ersten Haschke-Zigarren, die er an Gasthäuser und Krämerläden verkaufte. Der Absatz lief so gut, dass er schon bald erste Banderolen und Zigarrenkisten mit eigenem Etikett herstellen lassen konnte. Nach zwei Jahren wurden die ersten Arbeiterinnen eingestellt.
Von Beginn an achtete Haschke auf die hervorragende Qualität des von ihm verwendeten Tabaks, den er aus den niederländischen Kolonien bezog.  
1906 eröffnete Haschke sein Zigarrengeschäft im Haus Gottschedstraße 23 in Leipzig. 1914 beschäftigte Haschke bereits 300 Mitarbeiter. Während des Ersten Weltkriegs steigerte Haschke die Produktion seiner in ganz Deutschland bekannten Zigarren, indem er zusätzlich das Deutsche Heer belieferte, das seine Offizierskasinos, Kasernen und die Soldaten an der Kriegsfront damit ausstattete. Die Anzahl der Mitarbeiter in seinen Fabriken stieg bis 1918 auf 1300 Personen.
1918 wurde Hugo Haschke der Ehrentitel eines (königlich sächsischen) Kommerzienrats verliehen. Im selben Jahr starb der Unternehmer im Alter von 53 Jahren und wurde in einer repräsentativen Grabanlage, entworfen vom Architekten Otto Paul Burghardt und künstlerisch ausgestattet von Reinhold Carl, auf dem Südfriedhof in Leipzig beerdigt.
Das Unternehmen wurde bis zur Enteignung in der sowjetischen Besatzungszone im Jahr 1946 erfolgreich von seinem Sohn Carl Haschke (1892–1980) weitergeführt. 

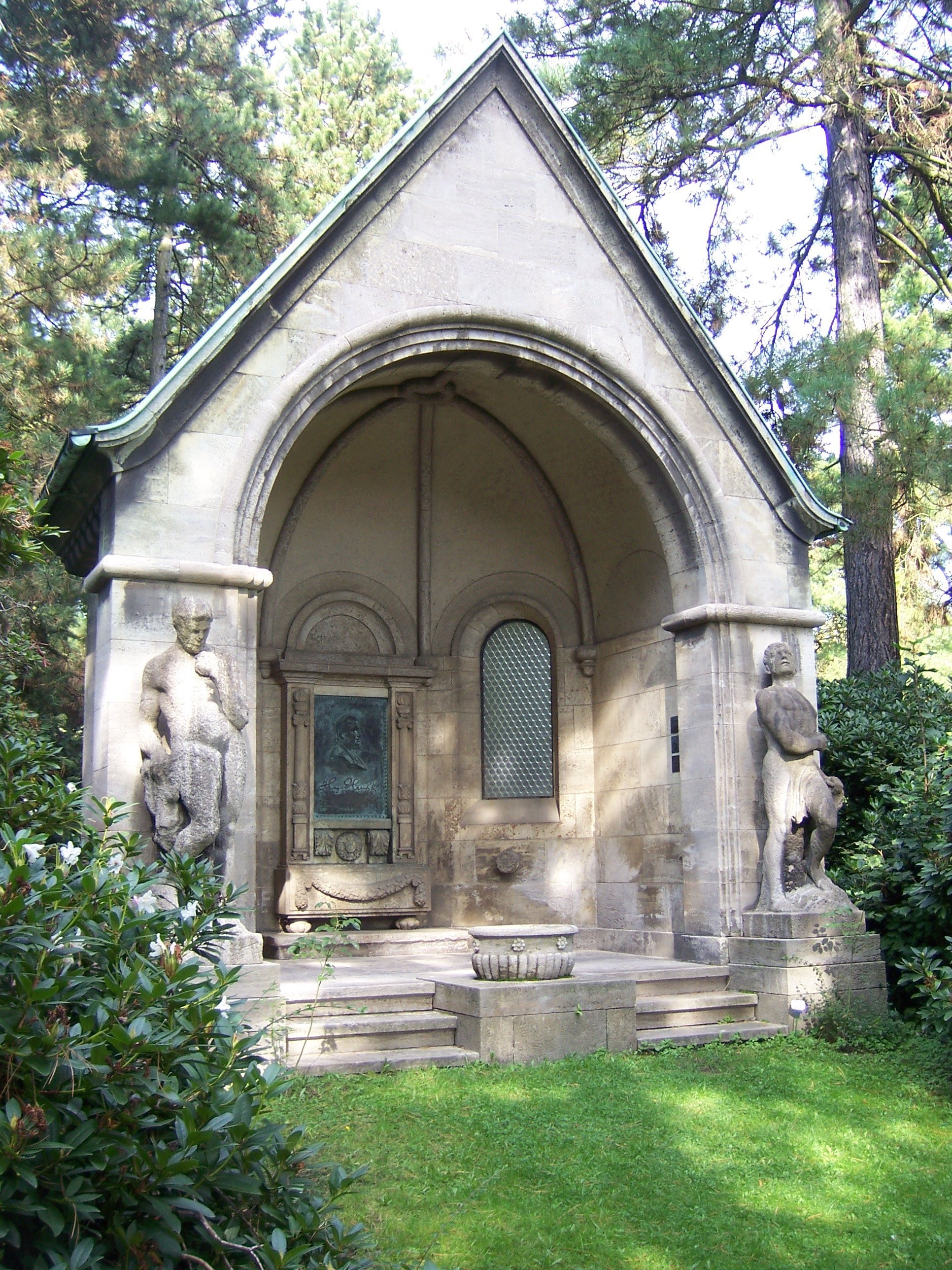
Grabstätte Hugo Haschke

## Mäzenatentum
Hugo Haschke stiftete aus Dankbarkeit für seine Ernennung zum Kommerzienrat die steinerne Ersetzung des bis dahin hölzernen Löwenbrunnens in Leipzig. Darüber hinaus war er ein bedeutender Kunstmäzen, der mit seinen Mitteln beispielsweise den Ankauf der großen Peru-Sammlung von Buck 1913 und der Kamerun-Sammlung von Adolf Diehl für das Museum für Völkerkunde zu Leipzig ermöglichte.